# Heinrichsblatt
Das Heinrichsblatt ist die katholische Wochenzeitung für das Erzbistum Bamberg. Inhaltlich geht es um die Berichterstattung über das Leben der Kirche, mit einem besonderen Schwerpunkt auf der Erzdiözese Bamberg als Verbreitungsgebiet, die Einordnung des Geschehens in Kirche und Welt durch Kommentierung, Glaubens- und Lebenshilfe, Kultur, Soziales und Service.

## Geschichte

### Die Anfänge (1893–1922)
Die erste Ausgabe einer Bamberger Kirchenzeitung erschien am 4. Oktober 1893 als „Wochenblatt für das katholische Volk“. Im Jahr 1910 erschien die Kirchenzeitung unter dem Titel „St. Heinrichsblatt“, allerdings nur drei Nummern lang. Die geplante weitere Ausgestaltung der Kirchenzeitung setzte mit erweitertem Umfang und neuem Titel ein: „Das Kreuz. Vormals St. Heinrichs- und Ottoblatt“.
Mit der Nr. 1 des Jahres 1913 wurde wieder der alte Titel „St. Heinrichsblatt“ einer neu gestalteten Kopfleiste verwendet.
Sieben Jahre später wurde das St. Heinrichsblatt als Kirchenzeitung für das gesamte Erzbistum konzipiert und mit der bisher beim Sebaldusverlag Nürnberg erscheinenden Kirchenzeitung für Nürnberg, dem „Sonntagsfrieden“, auf Wunsch des Erzbischöflichen Ordinariats Bamberg zusammengelegt.

### Ein eigener Verlag (1922–1945)
Im Jahre 1922 wurde in Bamberg, mit Erzbischof Jacobus von Hauck und Weihbischof Adam Senger an der Spitze, der St. Otto-Verlag gegründet. 1923 übernahm der Verlag das St. Heinrichsblatt, das Bamberger Volksblatt und die Druckerei. Am 1. Juni 1923 wurde der Landessekretär des „Katholischen Pressevereins für Bayern“, der spätere Prälat Georg Meixner, zum Direktor des Verlages und Schriftleiter von Volksblatt und St. Heinrichsblatt berufen.
Mit dem Ausbruch des Ersten Weltkriegs verschob sich innerhalb des St. Heinrichsblattes der Schwerpunkt von Artikeln mit religiösen Inhalten auf die Berichterstattung weltlicher, insbesondere militärischer Geschehnisse.
In der Zeit des Dritten Reichs war die Arbeit des St. Heinrichsblattes nur eingeschränkt möglich, im Juni 1937 wurde der St. Otto-Verlag enteignet. Am 31. Mai 1941 wurde das Erscheinen des St. Heinrichsblattes für mehrere Jahre eingestellt.

### Nachkriegszeit (seit 1945)
Im Oktober 1945 lieferten erstmals Trägerinnen das „Bamberger Pfarrblatt – Mitteilungsblatt der katholischen Pfarreien von Bamberg und Umgebung“ den früheren Abonnenten des St. Heinrichsblattes für 50 Pfennig frei Haus. Bereits im November erweiterte es sich zum „Mitteilungsblatt der Erzdiözese Bamberg“. Ab Mai 1946 erschien wieder das St. Heinrichsblatt, Bistumsblatt für die Erzdiözese Bamberg, das später mit dem „Pfarrblatt“ verschmolzen wurde.
Am 1. August 1959 wurde mit Hans Zech erstmals ein Laie Chefredakteur des St. Heinrichsblattes. Ihm zur Seite gestellt wurde ein Priester als geistlicher Leiter, der Mitglied des Allgemeinen Geistlichen Rates und des Metropolitankapitels war. 1992 übernahm Marion Krüger die Leitung des Heinrichsblattes und war damit die erste Frau in Deutschland an der Spitze einer Bistumszeitung.
In jüngerer Zeit erscheinen regelmäßig Artikelserien zu bestimmten Themen, darunter Das Vater unser (2004), Paulus (2008), Das Glaubensbekenntnis (2011), Was der Bamberger Dom uns sagen kann (2012), Das neue Gotteslob (2014/15) von Ludwig Schick; Symbole (2011), Kunst im Bamberger Dom (2012), Klöster im Erzbistum Bamberg (2013) von Norbert Jung; Hymnologie, Kirchenmusik, Orgel (2002–2022) von Ludger Stühlmeyer.

## Verlag, Regionalausgaben und Auflage
Im Jahre 2000 ging der St. Otto-Verlag in Liquidation. Das Heinrichsblatt erscheint seit Dezember 2000 als Bistumsblatt im Auftrag des Erzbischöflichen Ordinariats im neu gegründeten Heinrichs-Verlag. 2007 zog der Heinrichs-Verlag (Heinrichsblatt, Bayerische Verlagsanstalt Bamberg) als einer der ersten Nutzer ins renovierte Bistumshaus St. Otto an den Heinrichsdamm um.
Für jede der fünf Regionen des Erzbistums gibt es in jeder Ausgabe eine Regionalbeilage mit Nachrichten und Informationen aus den Dekanaten und Pfarreien.
Im dritten Quartal des Jahres 2023 hatte die Wochenzeitung eine verkaufte Auflage von 14.160 Exemplaren, davon 12.579 an Abonnenten.

## Chefredaktion
- 1959–1983 Hans Zech
- 1983–1992 Konrad Held
- 1992–2005 Marion Krüger
- seit 2006 Andreas Kuschbert

## Wissenschaftliche Evaluation
Im Wintersemester 2001/2002 beschäftigte sich die Otto-Friedrich-Universität Bamberg mit dem Heinrichsblatt. Unter drei Gesichtspunkten wurde das Heinrichsblatt untersucht:
1. Das mediale Angebot nimmt stetig zu – nimmt man eine Kirchenzeitung noch wahr?
2. Globalisierung – mit der Flut an Nachrichten aus aller Welt gehen die Lokalnachrichten vielleicht unter?
3. Säkularisierung und Wertewandel – hat eine Kirchenzeitung überhaupt noch Platz?

Daraus ergaben sich Fragestellungen, die mit Abonnenten, Lesern und Gesprächsgruppen bearbeitet wurden:
- Welche Leser erreicht das Heinrichsblatt derzeit? Wie ist die Leserzufriedenheit, was sind die Leserwünsche?
- Welche Personen erreicht das Heinrichsblatt nicht, insbesondere: Gibt es identifizierbare Gruppen von Nicht-Lesern, die mit einem veränderten Angebot für die Publikation zu gewinnen wären? Welche Motive haben dazu geführt, dass einstige Leser das Blatt nicht mehr lesen?
- Inwieweit kann sich eine Kirchenzeitung im Allgemeinen und das Heinrichsblatt im Speziellen innerhalb des gewachsenen medialen Angebots behaupten und Aufmerksamkeit gewinnen? Inwieweit kann das Heinrichsblatt eine regionale und religiöse Bindungsfunktion einnehmen?

Die Ergebnisse wurden dem Erzbistum Bamberg übergeben und können bei der Universität erfragt werden.